# Vladimír Čabaňa
Vladimír Čabaňa (13. listopadu 1914 Vyškov – ?) byl český fotbalista, útočník.

## Fotbalová kariéra
V nejvyšší soutěži hrál za SK Židenice a SK Olomouc ASO. Nastoupil v 60 ligových utkáních a dal 16 gólů.

## Ligová bilance
| Ročník               | Zápasy | Góly | Klub           |
| -------------------- | ------ | ---- | -------------- |
| Státní liga 1936/37  | 17     | 2    | SK Židenice    |
| Státní liga 1937/38  | 19     | 7    | SK Židenice    |
| Státní liga 1938/39  | 18     | 6    | SK Židenice    |
| Národní liga 1941/42 | 6      | 1    | SK Olomouc ASO |
| CELKEM               | 60     | 16   |                |